# Островно (озеро, Полоцкий район)
Остро́вно (бел. Астро́ўна) — озеро в Полоцком районе Витебской области Белоруссии. Относится к бассейну реки Ушача.

## Описание
Озеро Островно располагается в 22 км к юго-западу от Полоцка и в 1,5 км к востоку от деревни Шенделы.
Площадь поверхности водоёма составляет 0,41 км², длина — 1,22 км, наибольшая ширина — 0,45 км. Длина береговой линии — 4,26 км. Наибольшая глубина — 3 м, средняя — 1,9 м. Объём воды в озере — 0,77 млн м³. Площадь водосбора — 15,2 км².
С севера и северо-востока к озеру примыкает широкая заболоченная пойма. Берега низкие, заболоченные, поросшие кустарником. Присутствуют три острова общей площадью 3,6 га.
Впадают ручьи из озёр Близница и Красное, вытекает ручей в озеро Расно.
В озере водятся лещ, щука, плотва, линь, краснопёрка, окунь и другие виды рыб.